# 61e division d'infanterie (France)
Pour les articles homonymes, voir 61e division d'infanterie.
La 61e division d'infanterie est une division d'infanterie de l'armée de terre française qui a participé à la Première et à la Seconde Guerre mondiale.

## Les chefs de la61edivisionde infanterie
- 2 août 1914 - 31 août 1914 : général Virvaire
- 31 août 1914 - 22 février 1915 : général Deprez
- 22 février 1915 - 23 décembre 1915 : général Nivelle
- 23 décembre 1915 - 11 juin 1916 : général Cherrier
- 11 juin 1916 - 19 mars 1917 : général Vandenberg
- 19 mars 1917 - 15 juillet 1918 : général Modelon (pl)
- 15 juillet 1918 - 19 février 1919 : général Blondin
- 1939 : général Abadié
- 1939 - 1940 : général Vauthier
- 1940 : général Lhéritier

## Première Guerre mondiale

### Composition au cours de la guerre
- 121e brigade d'infanterie
- 122e brigade d'infanterie
- Infanterie divisionnaire (après la dissolution des deux brigades en mars 1917)

### Historique

#### 1914
- À partir du 2 août : mobilisée dans la 11e région.

- 6 - 25 août : transport par VF vers Le Bourget et Aulnay-sous-Bois ; instruction.
- 25 - 29 août : transport par VF dans la région d'Arras, puis mouvement vers le sud-est.

28 août : combat vers Ginchy et Sailly-Saillisel.
- 25 août - 7 septembre : repli sur Amiens. Le 31 août, transport par VF dans la région de Pontoise ; repos et travaux d'organisation défensive sur la rive sud de la Viosne. À partir du 5 septembre mouvement vers Mitry-Mory.
- 7 - 14 septembre : transport par VF dans la région de Nanteuil-le-Haudouin. Engagée dès son débarquement dans la première bataille de la Marne. Du 7 au 10 septembre, bataille de l'Ourcq combat vers Villers-Saint-Genest, le bois de Montrolles et le long du Betz. À partir du 10 septembre, poursuite par Crépy-en-Valois et Jaulzy en direction de Moulin-sous-Touvent.
- 14 septembre - 2 octobre : engagée dans la bataille de l'Aisne, combat vers Moulin-sous-Touvent ; puis stabilisation progressive du front.
- 2 octobre 1914 - 26 janvier 1916 : occupation d'un secteur vers Autrêches et la ferme Quennevières ( à partir d'avril 1915, guerre des mines).
- 21, 25 décembre 1914 : éléments engagés dans l'attaque de la 37e division d'infanterie, vers le bois Saint-Mard.

#### 1915
- 6 , 11 juin 1915 : attaques françaises vers la bascule de Quennevières et la ferme Touvent. Du 20 au 28 juin, mouvement de rocade et occupation d'un secteur entre l'Oise et la ferme Quennevières, étendu à droite, le 9 juillet jusque vers Moulin-sous-Touvent et réduit à gauche le 6 octobre jusque vers Tracy-le-Val.

#### 1916
- 26 janvier - 24 février : retrait du front, repos au nord de Villers-Cotterêts. À partir du 8 février, mouvement vers le camp de Crèvecœur-le-Grand par Verberie et Saint-Remy-en-l'Eau ; instruction.
- 24 février - 25 avril : mouvement par Saint-Remy-en-l'Eau et Grandfresnoy vers la région de Compiègne et occupation d'un secteur entre Tracy-le-Val et l'Oise, étendu à droite le 1er mars jusque vers la ferme Quennevières.
- 25 avril - 30 mai : retrait du front, repos vers Estrées-Saint-Denis. À partir du 8 mai, mouvement par Maignelay vers la région Grivesnes, Villers-Tournelle ; repos et instruction.
- 30 mai - 18 juin : mouvement vers le front et occupation d'un secteur vers Fontaine-lès-Cappy et Herleville.
- 18 - 25 juin : retrait du front ; repos vers Estrées-sur-Noye.
- 25 juin - 4 juillet : mouvement vers le front et occupation vers Foucaucourt-en-Santerre et Fontaine-lès-Cappy. À partir du 1er juillet, engagée dans la bataille de la Somme.

1er juillet : prise de Fay.
2 juillet : prise du bois Foster.
- 4 - 20 juillet : retrait du front, stationnement vers Harbonnières.
- 20 juillet - 17 août : mouvement vers le front. Engagée à nouveau dans la bataille de la Somme, devant Estrées-Deniécourt.

21 juillet : attaque française
24 juillet : prise de l'îlot d'Estrées. En réserve du 29 juillet au 5 août, puis occupation d'un secteur vers Estrées-Deniécourt et Soyécourt.
- 17 - 26 août : retrait du front, transport par camions dans la région de Noyers-Saint-Martin ; repos.
- 26 août - 8 septembre : transport par camions dans la région d'Harbonnières. Engagée pour la troisième fois dans la bataille de la Somme, vers Estrées-Deniécourt et Soyécourt.

31 août : attaque française entre Estrées-Deniécourt et Soyécourt.
4, 5, 6 et 7 septembre : attaques françaises sur Deniécourt.
- 8 - 25 septembre : retrait du front, à partir du 12 septembre transport par VF dans la région de Villers-Cotterêts ; repos.
- 25 septembre 1916 - 17 mars 1917 : transport par camions vers le nord et occupation d'un secteur vers Pernant et Hautebraye. Du 29 novembre au 2 décembre, mouvement de rocade, puis occupation d'un secteur vers Plessis-de-Roye et L'Écouvillon ; réduit à droite le 23 janvier 1917 jusqu'au massif de Thiescourt. À partir du 23 janvier, éléments envoyés à l'instruction dans les régions de Fayel et d'Arsy.

#### 1917
- 17 mars - 25 juin : poursuite des troupes allemandes, lors de leur retrait stratégique durant l'opération Alberich. Mouvement en direction de Noyon, Chauny et Tergnier. Le 20 mars, occupation de Tergnier.

2 avril : attaque sur un front Moÿ-de-l'Aisne, Cerizy puis organisation des positions conquises, vers Cerizy et le nord de Vendeuil.
- 25 juin - 14 juillet : retrait du front, repos à Guiscard.
- 14 juillet - 18 septembre : occupation d'un secteur du front devant Saint-Quentin, vers Selency et Dallon.
- 18 septembre - 24 octobre : retrait du front et mouvement par étapes vers la région Écouen et Gonesse ; repos et instruction.
- 24 - 29 octobre : transport par VF de Louvres et de Goussainville, dans la région de Villers-Cotterêts ; repos à Mareuil-sur-Ourcq puis transport par camions vers Chassemy.
- 29 octobre - 21 décembre : occupation d'un secteur vers Pargny-Filain et Chavignon ; organisation et défenses des positions conquises antérieurement.

25 novembre : extension du front à gauche, jusqu'au nord de Vaudesson.
- 21 décembre 1917 - 7 janvier 1918 : retrait du front et repos vers Écuiry.

#### 1918
- 7 janvier - 27 mai : mouvement vers le front et occupation d'un secteur vers Chavignon et le bois de Mortiers.
- 27 - 30 mai : engagée dans la bataille de l'Aisne, résistance à la poussée allemande dans la région de Vauxaillon, repli au sud du chemin des Dames.
- 30 mai - 8 juin : retrait du front ; regroupement vers Vivières, puis mouvement vers Villers-Cotterêts, à partir du 1er juin défense de la forêt de Villers-Cotterêts.
- 8 - 18 juin : retrait du front et mouvement vers Nanteuil-le-Haudouin ; le 11 juin, transport par VF dans la région de Baccarat ; repos.
- 18 juin - 4 septembre : occupation d'un secteur vers le col de la Chapelotte et Domèvre-sur-Vezouze (avec une division américaine) ; à partir du 18 juillet, secteur déplacé à gauche vers Domèvre-sur-Vezouze et Emberménil.
- 4 - 26 septembre : retrait du front et transport de la région de Rambervillers dans celle de Brienne-le-Chateau ; repos et instruction. À partir du 20 septembre, transport par camions vers Saint-Germain-la-Ville ; puis mouvement vers Suippes.
- 26 septembre - 12 octobre : engagée dans la bataille de Somme-Py (bataille de Champagne et d'Argonne), combats au nord de Sommepy.

2 octobre : retrait du front et repos au sud de Sainte-Marie-à-Py.
6 octobre : engagée à nouveau sur l'Arnes. Poursuite des troupes allemandes jusque sur la Retourne, atteinte le 11 octobre.
- 12 - 18 octobre : retrait du front et repos vers Mourmelon-le-Grand.
- 18 octobre - 11 novembre : mouvement par étapes vers la région de Rethel, puis occupation d'un secteur entre Thugny-Trugny et Ambly-Fleury, déplacée vers la droite les 23 et 26 octobre entre l'ouest d'Ambly-Fleury et l'ouest d'Attigny. À partir du 5 novembre, poussée vers la Meuse. Poursuite des troupes allemandes sur l'axe Amagne, Saint-Loup-Terrier, Poix-Terron ; le 9 novembre prise de Mézières. Combats dans cette région jusqu'à l'armistice.

### Rattachement
- Affectation organique :

mobilisation - août 1914 : isolée
août - décembre 1914 : 6e groupe de divisions de réserve
décembre 1914 - juin 1917 : 35e corps d'armée
juin 1917 - novembre 1918 : 11e corps d'armée
- 1re armée

29 octobre 1916 - 22 mars 1917
- 2e armée

5 - 7 septembre 1918
- 3e armée

12 septembre - 29 octobre 1916
22 mars - 26 septembre 1917
- 4e armée

7 septembre - 11 novembre 1918
- 6e armée

28 août 1914 - 12 avril 1916
10 mai - 5 août 1916
26 septembre 1917 - 2 juin 1918
- 8e armée

11 juin - 5 septembre 1918
- 10e armée

12 avril - 10 mai 1916
5 août - 12 septembre 1916
2 - 11 juin 1918
- G.Q.G.

6 - 28 août 1914
- Intérieur

2 - 6 août 1914

## L'entre-deux-guerres
La division est dissoute en 1919.

## Seconde Guerre mondiale

### Composition
Au 10 mai 1940 :
Infanterie :
- 248e régiment d'infanterie
- 265e régiment d'infanterie
- 337e régiment d'infanterie

Artillerie :
- 51e régiment d'artillerie mixte divisionnaire
- batterie divisionnaire antichar
- 61e parc d'artillerie divisionnaire
- 61e compagnie d’ouvriers d'artillerie
- 61e section de munitions hippomobile
- 261e section de munitions automobile

Génie
- compagnie de sapeurs mineurs 61/1
- compagnie de sapeurs mineurs 61/2

Transmissions
- compagnie télégraphique 61/81
- compagnie radio 61/82

Train
- compagnie hippomobile 61/11
- compagnie automobile 161/11

Intendance
- groupe d’exploitation divisionnaire 61/11

Santé
- 61e groupe sanitaire divisionnaire

### Historique

#### Drôle de guerre
Recréée à la mobilisation de 1939, la 61e division d'infanterie est une division de série B et de type nord-est, formée dans la 11e région militaire, d'où son surnom de division Armor. Elle rejoint en septembre la région parisienne, à Cormeilles-en-Parisis puis à Montmorency. En décembre, elle part pour les Ardennes, autour de Novion-Porcien. Ses régiments sont dispersés dans des travaux défensifs de main-d'œuvre militaire.
Commandée par le général Vauthier, elle dépend en 1940 du XLIe corps d'armée de forteresse (9e armée). Selon le plan Escaut, elle doit défendre la position de résistance nationale de Rocroi – Signy-l'Abbaye, et selon le plan Dyle elle doit venir s'aligner sur la Meuse d'Anchamps à Vireux-Molhain en liaison au nord avec la 22e division d'infanterie (XIe corps d'armée) et au sud avec la 102e division d'infanterie de forteresse, couvrant environ 30 km de front. Elle n'est pas entièrement dotée en matériel antichars et de déplacement.
Pour préparer chacune des deux hypothèses, les 248e et 337e régiments d'infanterie organisent la position sur la Meuse respectivement au nord et au sud correspondant au cas Dyle et le 265e régiment d'infanterie la position Rocroi – Signy-l'Abbaye correspondant au cas Escaut.

#### Bataille de France
Entrée en Belgique le 10 mai, la division doit se replier dès le 12. Le 17, elle repasse derrière l'Oise, ne comptant alors qu'environ 200 hommes. Arrivée à Beauvais, elle rejoint Quittebeuf puis Louviers (dans l'Eure), où elle est dissoute le 27 mai. Ses éléments rescapés rejoignent les 236e et 241e divisions légères d'infanterie.